# Baby Don't Lie
«Baby Don't Lie» es una canción interpretada por la cantante y compositora estadounidense Gwen Stefani. La canción fue escrita por Stefani, Ryan Tedder, Benny Blanco y Noel Zancanella, compuesta a manera de canción pop con influencias de reggae uptempo. Lanzado oficialmente a través de descarga digital el 20 de octubre de 2014. Es el primer sencillo en solitario de Stefani desde «Early Winter» en 2008.
Líricamente, «Baby Don't Lie» habla de inseguridad en una relación. La canción recibió generalmente críticas favorables, con un poco de ser receptiva hacia su entorno reggae, mientras que algunos eran ambivalentes hacia la canción, señalando que no era tan firme como ellos esperaban. Su video musical fue lanzado al día siguiente y fue dirigido por la antigua colaboradora de Stefani, Sophie Muller, quien dirigió unos cuantos vídeos de la carrera solista de Stefani.

## Antecedentes y lanzamiento
Después de lanzar dos álbumes en solitario: Love Angel Music Baby en 2005 y The Sweet Escape en 2006, Gwen Stefani regresó a trabajar con su banda No Doubt, y en 2012 lanzaron su sexto álbum de estudio Push and Shove. Durante ese tiempo, dijo: «No quiero volver a hacer otro álbum en solitario, estoy feliz de estar en No Doubt».
Sin embargo, después de una aparición en el Festival de Música y Artes de Coachella Valley de 2014, Pharrell Williams bromeó que la aparición en vivo de Stefani fue el comienzo de un esfuerzo de retorno musical para el cantante. En julio de 2014, durante una entrevista para Idolator, el productor musical Diplo anunció que había producido algunas canciones para el nuevo álbum de Stefani. Más tarde, en una entrevista para MTV News durante La Semana de la Moda de Nueva York, Stefani confirmó que está trabajando en un álbum en solitario y un álbum con No Doubt, declarando que «voy a entrar en el estudio con Pharrell Williams, voy a estar escribiendo y también acabo de ver lo que viene a lo largo de mi camino. He estado grabando algunas cosas». Williams completó: «esto te va a matar, esto será de otro nivel»."
En septiembre de 2014, el sitio web de música Popjustice anunció que Gwen Stefani lanzaría un nuevo sencillo llamado «Baby Don't Lie» y se estrenaría el 6 de octubre de 2014, la noticia fue publicada accidentalmente en playiga.com de Interscope, un sitio que enumera los comunicados de radio actuales y futuros, por otra parte, la canción fue coescrita y producida por Ryan Tedder y Benny Blanco, mientras que su vídeo fue dirigido por Sophie Muller, con quien Stefani ha trabajado en numerosas ocasiones en los vídeos de No Doubt y en su carrera en solitario. El 18 de octubre de 2014, la canción se filtró en Internet, por delante de su fecha de estreno, el mismo día, Stefani estrenó la carátula del sencillo. Como dice Jocelyn Vena, «la carátula es un pedazo colorido de pop art», Stefani aparece frente a un cielo azul claro, con el pelo de color amarillo brillante y lápiz labial rosa neón, mientras mantiene una gran gema hasta a su rostro.

## Lista de canciones
- Descarga digital

1. «Baby Don't Lie» — 3:21

- Descarga digital (The Remixes)

1. «Baby Don't Lie» (Kaskade & KillaGraham Remix) — 3:01
2. «Baby Don't Lie» (Dave Matthias Remix) — 5:06

## Posicionamiento en listas

### Semanales
| Lista (2014)                                | Mejor posición |
| ------------------------------------------- | -------------- |
| Alemania (Media Control AG)                 | 26             |
| Australia (ARIA Singles Chart)              | 53             |
| Bélgica (Flandes) (Ultratip Bubbling Under) | 26             |
| Bélgica (Valonia) (Ultratip Bubbling Under) | 26             |
| Canadá (Canadian Hot 100)                   | 21             |
| Croacia (Airplay Radio Chart)               | 45             |
| República Checa (Rádio Top 100)             | 30             |
| Finlandia (OFC)                             | 19             |
| Francia (SNEP)                              | 58             |
| Hungría (Single Top 40)                     | 35             |
| Italia (FIMI)                               | 78             |
| Países Bajos (Dutch Top 40)                 | 22             |
| Países Bajos (Mega Single Top 100)          | 32             |
| Nueva Zelanda (Recorded Music NZ)           | 36             |
| Eslovaquia (Rádio Top 100)                  | 25             |
| Estados Unidos (Billboard Hot 100)          | 46             |
| Estados Unidos (Adult Top 40)               | 23             |
| Estados Unidos (Mainstream Top 40)          | 21             |
| Estados Unidos (Digital Songs)              | 11             |

## Certificaciones
| País           | Organismo certificador | Certificación | Unidades certificadas / Ventas |
| -------------- | ---------------------- | ------------- | ------------------------------ |
| Estados Unidos | RIAA                   | Oro           | 500 000                        |